# Глубокое синее море (фильм, 1999)
«Глубо́кое си́нее мо́ре» (англ. Deep Blue Sea) — научно-фантастический фильм ужасов, снятый Ренни Харлином в 1999 году.

## Сюжет
Учёные подводной лаборатории «Акватикa», возглавляемой доктором Сьюзен Макалистер, разрабатывают препарат от болезни Альцгеймера на основе экстракта из мозгового вещества акул-мако. Так как мозг акул слишком мал, Сьюзен и её коллега, доктор Джим Уитлок, втайне от других сотрудников лаборатории прибегают к методам генной инженерии, чтобы увеличить его. Вследствие эксперимента три подопытные акулы превращаются в мыслящих убийц, способных перехитрить своих создателей. Герои фильма пытаются справиться c разъярёнными хищниками.
Одна из подопытных акул, вырвавшись на свободу, нападает на прогулочный катамаран. Благодаря своевременному вмешательству сотрудника «Акватики» Картера Блейка, трагедии удаётся избежать, и акулу возвращают в лабораторию. Тем не менее, Рассел Франклин, президент фармацевтической компании «Каймира Фармасьютикалз» и главный спонсор доктора Макалистер, обеспокоенный случившимся, прибывает на «Акватику», чтобы лично ознакомиться с ситуацией. Сьюзен приглашает его присутствовать при решающей стадии эксперимента — извлечении мозгового вещества акулы и обработке им нейронов пациента, страдающего болезнью Альцгеймера. Эксперимент проходит удачно. Но пока Сьюзен принимает поздравления, подопытная акула, раздражённая дымом от сигареты, откусывает руку неосторожно приблизившемуся к ней Уитлоку. Пострадавшего необходимо скорее переправить в больницу, и диспетчер вызывает спасательный вертолёт. Однако из-за сильной бури эвакуация проходит неудачно — заклинивает лебёдка троса, и Уитлок падает в резервуар с акулами. Неведомая сила тянет за трос вертолёт, и он врезается прямо в здание лаборатории; оба пилота и диспетчер погибают, вся аппаратура связи уничтожена. Одна из подопытных акул разбивает стекло подводной лаборатории, используя носилки с привязанным к ним Уитлоком в качестве тарана. Хлынувшая внутрь вода затапливает лабораторию. Выжившие — Франклин, Сьюзен, Картер, ихтиолог Джэнис Хиггинс и инженер Скоггинс — пытаются выйти на верхние уровни, но трапы тоже затоплены; единственный выход — подняться на поверхность в батискафе. Однако когда они спускаются на третий уровень, оказывается, что батискаф разбит. Пока пятеро выживших пытаются наметить новый план действий, внутрь станции одна за другой заплывают подопытные акулы. Одна из них направляется к камбузу и нападает на судового кока, но тому удаётся взорвать рыбу при помощи газовой плиты.
В последующих событиях погибают один за другим работники «Акватики». Тем не менее отправившаяся в свою каюту за важными документами о проекте Сьюзен, раздевшись до нижнего белья и использовав ранее найденный специальный костюм в качестве изолятора, убивает вторую акулу высоковольтным проводом. Последней погибает она сама: жертвуя собой, она отвлекает последнюю акулу от раненого кока и Блейка, чтобы дать последнему возможность прикончить чудовище прежде, чем оно вырвется в открытое море через повреждённую решётку резервуара. В последний момент Картер и кок Дадли взрывают акулу самодельным пиропатроном.

## В ролях
| Актёр             | Роль                                                                                                 |
| ----------------- | --- |
| Томас Джейн       | Картер Блейк (профессиональный дайвер, бывший контрабандист, а ныне — «акулий пастух» на «Акватике») |
| Саффрон Берроуз   | доктор Сьюзен Макалистер (биолог, руководительница подводной лаборатории «Акватика»)                 |
| Майкл Рапапорт    | Том «Скоггс» Скоггинс (главный инженер на «Акватике»)                                                |
| Сэмюэл Л. Джексон | Рассел Франклин (президент фирмы «Каймира Фармасьютикалз», главного спонсора Макалистер)             |
| Стеллан Скарсгард | Джим Уитлок (медик, ответственный за лабораторные испытания)                                         |
| LL Cool J         | Шерман «Прич» Дадли (кок на станции «Акватика»)                                                      |
| Жаклин Маккензи   | Дженис Хиггинс (ихтиолог, девушка Джима Уитлока)                                                     |
| Аида Туртурро     | Бренда Кернс (диспетчер на станции «Акватика»)                                                       |
| Фрэнк Уэлкер      | голос попугая                                                                                        |

## Саундтрек
| Оценки критиков | Оценки критиков                                                  |
| Источник        | Оценка                                                           |
| --------------- | ---------------------------------------------------------------- |
| Allmusic        | Глубокое синее море (фильм, 1999) (англ.) на сайте AllMusic link |

1. «Deepest Bluest»- 4:22 — LL Cool J
2. «Smokeman»- 2:39 — Smokeman
3. «I Found Another Man»- 4:11 — Natice
4. «Remote Control Soul»- 4:22 — Bass Odyssey
5. «Mega’s on His Own»- 5:16 — Cormega (ft. Carl Thomas)
6. «Come Home with Me»- 3:50 — Amyth
7. «Say What»- 3:43 — LL Cool J
8. «Burn Baby Burn»- 3:35 — Simone Starks
9. «Just Because»- 4:10 — F.A.T.E.
10. «Get tha Money»- 4:27 — Hi-C (ft. DJ Quik)
11. «I Can See Clearly Now»- 5:15 — Chantel Jones
12. «El Paraiso Rico»- 3:27 — Deetah
13. «Good and Plenty»- 3:49 — Divine
14. «Deep Blue Sea Montage»- 6:12 — Trevor Rabin

## Кассовые сборы
Фильм был выпущен 30 июля 1999 года в 2854 кинотеатрах, занял третье место и собрал около 18,6 миллионов долларов. В течение второго уик-энда фильм собрал около 11 миллионов долларов и занял пятое место, за «Шестым чувством», «Ведьмой из Блэра», «Сбежавшей невестой», и «Аферой Томаса Крауна». В целом «Глубокое синее море» заработал ещё 73 648 142 доллара США и Канады. Итого фильм собрал 164 648 142 доллара во всем мире. Эффект бюджета и сборов фильма сравнивались с такими как «Мумия» и «Призрак дома на холме», которые имели аналогичные бюджеты и оказывали значительное влияние на кассовые сборы летом 1999 года.

## Критика и отзывы
«Глубокое синее море» получил в целом смешанные отзывы критиков. Пользователи Rotten Tomatoes дали фильму 59 % одобренных отзывов и высказались так: «Помимо нескольких острых ощущений, „Глубокое синее море“ является неоригинальным и неумным фильмом». На Metacritic фильм имеет 54 баллов из 100, указывающие «смешанные или средние обзоры». Аудитории, опрошенные CinemaScore, дали фильму средний сорт «B».

## Сходство с фильмом «Мир юрского периода»
Во многих отзывах часто замечается сильное сходство сюжета и персонажей фильма «Мир юрского периода» (2015) с триллером «Глубокое синее море».
Кристофер Росен, директор новостей на Entertainment Weekly, написал в своём твиттере: «„Мир юрского периода“ — мой любимый ремейк „Глубокого синего моря“ 2015 года».
Сайт The Complex заявил, что «Мир юрского периода» «в своей основе является высокобюджетным переосмыслением „Глубокого синего моря“, которого мы все заслуживаем».

## Создание
- Дункан Кеннеди, автор первого варианта сценария, вырос в Австралии; сильнейшим потрясением детства для него стало зрелище трупа, который вымыло на берег после нападения акулы. Это послужило основой для вдохновения к будущему фильму[12].

## Продолжение
В 2008 году Warner Premiere планировала прямое продолжение фильма, режиссёром которой изначально, должен был стать Джек Перес и фильм должен был выйти в 2009 году. Однако проект не оправдался[уточнить].
В июне 2017 года было объявлено, что кабельный канал «SyFy» начал съёмки телевизионного фильма «Глубокое синее море 2». Режиссёром картины стал Дэрин Скотт, фильм снимался в Кейптауне и Южной Африке а одну из главных ролей исполнил Майкл Бич. В январе 2018 года Warner Bros. Home Entertainment выпустила трейлер для «Глубокого синего моря 2». Премьера фильма состоялась на Blu-ray, DVD и в стриминговых сервисах 17 апреля 2018 года.